# Dominic Scott Kay
Dominic Scott Kay (n. 6 de mayo de 1996) es un actor infantil estadounidense.

## Biografía
Nació en Los Ángeles, California, hijo del músico y actor Scott Kay. Es conocido por su aparición en Piratas del Caribe: en el fin del mundo como el hijo de Will Turner (Orlando Bloom) y Elizabeth Swann (Keira Knightley). También es conocido como la voz de Wilbur en Charlotte's Web y Buddha en Air Buddies.
Dirigió, escribió y protagonizó en el cortometraje Saving Angelo, una historia basada en hechos reales de un perro abandonado dejado por muerto y que él y su familia rescataron en 2003. También escribió y dirigió otro cortometraje, Grandpa's Cabin.
Es muy aficionado a los animales y los rescata con sus padres. En 2003, estableció la banda "Wisdom" cuando tenía 7 años y es el cantante principal.

## Filmografía
| Cine        | Cine                                     | Cine                     | Cine                                   |
| Año         | Película                                 | RPapel                   | Notas                                  |
| ----------- | ---------------------------------------- | ------------------------ | -------------------------------------- |
| 2002        | Minority Report                          | Joven Sean               |                                        |
| 2003        | They Call Him Sasquatch                  | Boy                      |                                        |
| 2003        | Mindcrime                                | Boy                      |                                        |
| 2004        | Single Santa Seeks Mrs. Claus            | Jake                     | Película de televisión                 |
| 2004        | Guarding Eddy                            | Joven                    |                                        |
| 2004        | Love's Enduring Promise                  | Mattie                   | Película de televisión                 |
| 2004        | Angel in the Family                      | Frankie                  | Película de televisión                 |
| 2005        | Loverboy                                 | Paul - Edad 6            |                                        |
| 2005        | Fathers and Sons                         | Elliott - Edad 4         | Película de televisión                 |
| 2005        | Meet the Santas                          | Jake                     | Película de televisión                 |
| 2006        | Midnight Clear                           | Jacob                    |                                        |
| 2006        | The Wild                                 | Young Samson             | Voz                                    |
| 2006        | Charlotte's Web                          | Wilbur                   | Voz                                    |
| 2006        | Air Buddies                              | Bud-dha                  | Voz                                    |
| 2007        | Cake: A Wedding Story                    | Ryan                     |                                        |
| 2007        | Charlotte's Web: Flacka's Pig Tales      | Flacka                   | Voz                                    |
| 2007        | The Dukes                                | Brion                    |                                        |
| 2007        | Pirates of the Caribbean: At World's End | Henry Turner             |                                        |
| 2007        | Saving Angelo                            | Danny                    |                                        |
| 2007        | Grampa's Cabin                           | Jake                     |                                        |
| 2008        | Snow Buddies                             | Adam                     |                                        |
| 2011        | The Little Engine That Could             | Richard                  |                                        |
| Apariciones |                                          |                          |                                        |
| Año         | Título                                   | Papel                    | Episodio                               |
| 2002        | Power Rangers Wild Force                 | Scotty                   | "The End of the Power Rangers: Part 2" |
| 2003        | Oliver Beene                             | Joven Oliver             | "A Day at the Beach"                   |
| 2003        | Oliver Beene                             | Joven Oliver             | "Dancing Beene"                        |
| 2004        | Oliver Beene                             | Joven Oliver             | "Disposa-Boy"                          |
| 2004        | Oliver Beene                             | Joven Oliver             | "Fallout"                              |
| 2006        | Without a Trace                          | Eli                      | "Check Your Head"                      |
| 2007        | NCIS                                     | Carson Taylor / Matthews | "Lost and Found"                       |
| 2008        | Hallmark Hall of Fame                    | Young Brad Cohen         | "Front of the Class"                   |
| 2009        | House M.D.                               | Jackson Smith            | "The Softer Side"                      |
| Videojuegos |                                          |                          |                                        |
| Año         | Título                                   | Papel                    | Notas                                  |
| 2007        | The Tuttles: Madcap Misadventures        | Zach Tuttle              | Voz                                    |